# Карательный поход Вишнёвского
Карательный поход Вишневского или Блокада полуострова Камал — карательный поход генерал-майора Н. Ф. Вишневского против казахских повстанцев во главе с Кенесары-ханом, которые укрепились на территории озера Балхаш. В ходе боёв, казахам удается прорваться из окружения и уйти к реке Чу.

## Предыстория
В 1843—1844 гг. правительство Российской империи организовало ряд карательных походов против Казахского ханства. Повстанцы сумели отразить большинство экспедицией и нанесли русской армии значительные потери.
В 1845 году казахский хан устроил второй поход на владения Кокандского ханства (совр. Южный Казахстан) и осадил кокандские крепости Жанакорган, Жулек, Созак и др. Другая часть казахской армии двинулась к Туркестану и Ташкенту. А основные силы Кенесары двинул на крепость Ак-Мечеть и осадил её.
Дальнейшее наступление задержалось из-за распространившихся в его армии болезни, от которой погибло значительное количество солдат. После Кенесары откочевал в районы юго-восточного Казахстана, где его встретили казахи из родов Уйсун, Жалайыр и Найман.

## Поход

### Силы сторон
Отряд есаула Казачениным был сформирован в Аягузе, в состав которого вошли два офицера, семь урядников, 115 казаков с одним орудием из состава десятого Сибирского полка. Одновременно из Каркаралинска в урочище Ешки-Олмес направился отряд сотника Усова, в составе 125 казаков с одним орудием, также к ним присоединилась дружина ага-султана Турсуна Чингисова из 200 казахов. Отряды выступили в апреле и должны были находиться до 1 октября.
24 июня Пётр Горчаков предписал Вишневскому для усиления пикетов между Семипалатинском и Аягузом выслать два конных орудия и под руководством сотника Абакумова и третью роту №7 Сибирского линейного батальона из двух офицеров, 12 унтер-офицеров и 120 рядовых под командой капитана Костюрина. В сентябре ее сменила полурота №8 батальона из 65 человек.
В августе все силы были сведены в Действующий Семиреченский военный отряд во главе с начальником Аягузского казачьего отряда есаулом Нюхаловым. Он состоял из пяти обер-офицеров, 16 урядников и унтер-офицеров, 153 строевых казаков, 75 рядовых 8-го линейного батальона, 28 артиллеристов с двумя легкими орудиями, в общем 277 человек.
Есаул Нюхалова, посланный для уничтожения Кенесары, в своем рапорте писал: «Представляет много тому препятствий (имеется в виду ликвидация Кенесары Касымова и его отряда) по большинству вооруженных людей его шайки, которых они считают до 10 000, и что вооружение у них улучшено находящимися у них 8 хивинскими мастерами».

### Боевые действия
Также против Кенесары готовили выступления и старшие султаны Кунанбай Оскенбаев из Каркаралинска, Барак Султанбаев из Аягуза, Нуралы Адилов из района Или.
Во главе объединенных сил русских отрядов и войск султанов был поставлен генерал-майор Вишневский. Однако совместное выступление русских войск с султанами не увенчалось успехом. Кенесары со своей армией, укрепившись на недоступном полуострове Камал, на озере Балхаш, не допустил к себе их приближение.
Вишневский с казахскими султанами приняли решение блокировать полуостров и отряды Кенесары. Но Кенесары смог пробиться из блокады и прорваться к левому берегу реки Или, после чего ушел к реке Чу, а оттуда он перекочевал в центральные районы Старшего жуза, который был расположен в предгорьях Алатау и реки Чу.

## Последствия

### В Старшем жузе
Батыры Старшего жуза Тойшибек, Саурык, Сураншы и Байзак со своими отрядами влились в войска Кенесары и начали совместную подготовку к борьбе с Кокандским ханством и Российской империей. Кенесары разослал в самые отдаленные казахские роды воззвания с призывом присоединиться к восстанию. По поводу этих писем оренбургский военный губернатор писал: «Кенесары приглашает киргизов, во избежание ига русских, удалиться из степи Оренбургского ведомства для соединения с ним на новых местах его пребывания, — на р. Чу».

### В Кокандском ханстве
В октябре 1846 года, Кенесары, прорвавшись из окружения Вишнёвского, направляет свой основной удар на Кокандское ханство. В связи с этим начался третий кокандский поход, закончившийся взятием нескольких кокандских крепостей.

## Альтернативное мнение

### Никакого столкновения не было
Правнучка хана Кенесары — Кенесарина Напуса Азимхановна в своей книге «Деятельность Кенесары хана по царским документам» утверждала, что «Пока русские генералы составляли планы действий против него с наступлением весны, Кенесары не стал дожидаться их исполнения и примерно через месяц-полтора покинул этот полуостров». В качестве доказательств Кенесарина привела документ №176 от 5 октября 1846 года.
Так же утверждает и Российский генерал, участник Туркестанских походов Михаил Терентьев, который в последствии написал трехтомный труд о истории покорения  средней Азии, в своей работе он утверждал что как только русские войска начали подходить к Балхашу, казахи сразу же отошли, избежав тем самым сражения.